# Liste antiker Ortsnamen und geographischer Bezeichnungen/Iv
| Lateinischer Name | Griechischer Name | Beschreibung | Heute | Quellen und Verweise | Lage |
| ----------------- | ----------------- | ------------ | ----- | -------------------- | ---- |
| Ivernia           |                   | siehe Ierne  |       |                      |      |
| Ivernis           |                   |              |       | Smith;               |      |
| Ivia              |                   |              |       | Smith;               |      |